# Turismo in Repubblica Ceca

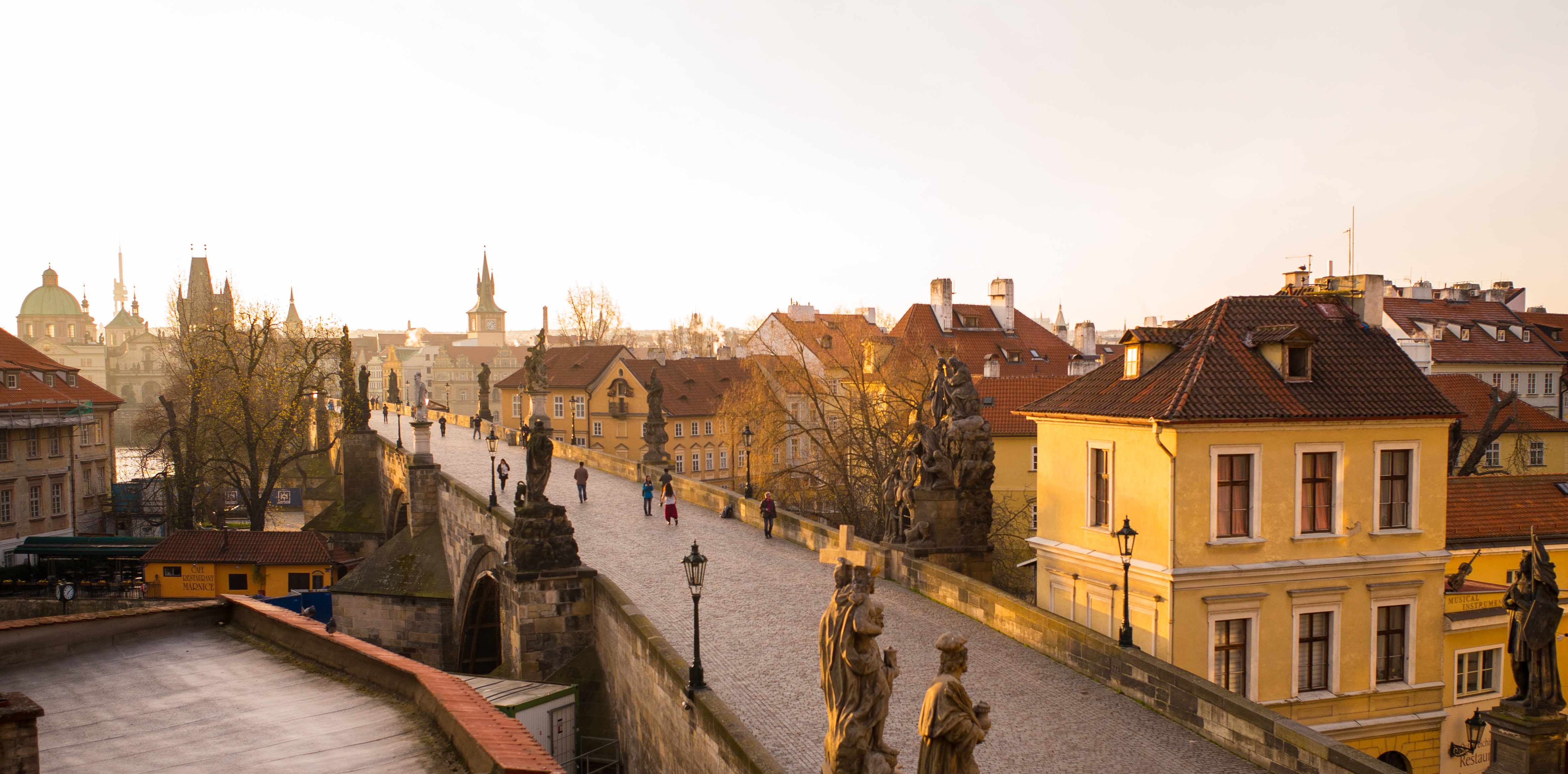
Ponte Carlo nel centro storico di Praga

La Repubblica Ceca è arrivata ad essere una delle principali destinazioni turistiche in Europa, ospitando oltre 20 milioni di visitatori ogni anno. La capitale, Praga, è la destinazione più popolare, ricevendo da sola oltre 8 milioni di visitatori all'anno, di cui quasi 7 milioni sono stranieri. Altre destinazioni turistiche includono il castello di Karlštejn, Kutná Hora, Brno, Český Krumlov, České Budějovice, Olomouc e il paesaggio culturale di Lednice-Valtice. Praga attrae un gran numero di turisti stranieri, principalmente provenienti da Germania, Russia, Polonia, Stati Uniti, Israele e Regno Unito.

## Statistiche
La maggior parte dei turisti non residenti che visitano la Repubblica Ceca provengono dai seguenti paesi:
| #  | Paese         | 2015      | 2016      | 2017       |
| -- | ------------- | --------- | --------- | ---------- |
|    | Totale        | 8.686.726 | 9.288.013 | 10.175.963 |
| 1  | Germania      | 1.749.276 | 1.879.754 | 1.954.833  |
| 2  | Slovacchia    | 564.496   | 645.788   | 688.490    |
| 3  | Polonia       | 467.285   | 543.247   | 578.465    |
| 4  | Russia        | 432.768   | 406.410   | 551.191    |
| 5  | Stati Uniti   | 507.376   | 511.629   | 539.023    |
| 6  | Cina          | 285.404   | 354.799   | 491.648    |
| 7  | Regno Unito   | 441.516   | 470.643   | 470.576    |
| 8  | Corea del Sud | N/A       | 322.108   | 417.438    |
| 9  | Italia        | 371.686   | 368.851   | 392.861    |
| 10 | Austria       | 268.961   | 283.608   | 292.420    |

## Attrazioni turistiche

### Patrimonio culturale
A partire dal 2021, la Repubblica Ceca ha 16 siti, dichiarati patrimoni dell'umanità UNESCO, tra cui uno è condiviso con la Germania.

### Vita notturna
Praga attrae un gran numero di turisti anche per i bassi costi associati alla vita notturna. La notevole quantità di bar e club, situati vicini tra loro e spesso aperti fino a tardi, funge da ulteriore attrazione per alcune tipologie di turisti.

### Escursionismo e sci
Le campagne ceche offrono molte aree protette come il Paradiso Boemo (Český ráj), il Carso Boemo (Český kras) e il Parco Nazionale della Selva Boema. La campagna ospita castelli, grotte e altri luoghi d'interesse. Nella Boemia meridionale, le montagne della Selva Boema, come anche Vysočina, Jizerské hory e Beskydy, presentano molte opportunità per fare escursioni e sci di fondo. La riserva naturale Rejvíz è una destinazione popolare sui monti Jeseníky.
Le stazioni sciistiche si trovano da nord-est a nord-ovest della Repubblica Ceca. Le località più visitate si trovano nelle montagne di Krkonoše. Krkonoše comprende anche il centro turistico di Harrachov.

### Vigneti ed enoturismo
La Moravia è famosa per il suo vino. La viticoltura e l'enoturismo sono concentrati nelle città di Mikulov, Velké Pavlovice, Znojmo e nella regione dello Slovácko.

## Trasporto
Praga è servita dall'aeroporto di Praga-Ruzyně. Per viaggiare all'interno della Repubblica Ceca si possono utilizzare i treni o gli autobus Inter-City. Le strade sono in buone condizioni e comprendono un'ampia rete autostradale. Le infrastrutture sono di ottima qualità in ogni grande città e nella maggior parte delle località turistiche.